# Mistrzostwa Świata w Zapasach 1970
Mistrzostwa Świata w Zapasach 1970 odbyły się w mieście Edmonton (Kanada).

## Tabela medalowa
| Lp. | Państwo           |   |   |   | Razem |
| --- | ----------------- | - | - | - | ----- |
| 1   | ZSRR              | 9 | 1 | 3 | 13    |
| 2   | Iran              | 3 | 1 | 1 | 5     |
| 3   | Japonia           | 2 | 4 | 2 | 8     |
| 4   | Bułgaria          | 1 | 4 | 3 | 8     |
| 5   | Stany Zjednoczone | 1 | 3 | 2 | 6     |
| 6   | Węgry             | 1 | 2 | 0 | 3     |
| 7   | Rumunia           | 1 | 1 | 2 | 4     |
| 8   | Turcja            | 1 | 0 | 1 | 2     |
| 9   | Szwecja           | 1 | 0 | 0 | 1     |
| 10  | Jugosławia        | 0 | 1 | 2 | 3     |
| 11  | Polska            | 0 | 1 | 1 | 2     |
| 12  | Korea Południowa  | 0 | 1 | 0 | 1     |
|     | RFN               | 0 | 1 | 0 | 1     |
| 14  | NRD               | 0 | 0 | 1 | 1     |
|     | Grecja            | 0 | 0 | 1 | 1     |
|     | Mongolia          | 0 | 0 | 1 | 1     |

## Medale

### Mężczyźni

#### Styl wolny
| Konkurencja |                          |                       |                             |
| ----------- | ------------------------ | --------------------- | --------------------------- |
| 48 kg       | Ebrahim Dżawadi          | Akihiko Umeda         | Roman Dmitrijew             |
| 52 kg       | Ali Rıza Alan            | Baju Baew             | Mohammad Ghorbani           |
| 57 kg       | Hideaki Yanagida         | An Jae-won            | Janczo Patrikow             |
| 62 kg       | Szamseddin Sejjed Abbasi | Kiyoshi Abe           | Michael Young               |
| 68 kg       | Abdollah Mowahhed        | Ismaił Juseinow       | Bobby Douglas               |
| 74 kg       | Wayne Wells              | Mohammad Farhangdoust | Dandzandardżaagijn Sereeter |
| 82 kg       | Jurij Szachmuradow       | Tatsuo Sasaki         | Vasile Iorga                |
| 90 kg       | Giennadij Strachow       | Bill Harlow           | Makoto Kamada               |
| 100 kg      | Władimir Guljutkin       | Larry Kristoff        | Gıyasettin Yılmaz           |
| +100 kg     | Aleksandr Miedwied       | Osman Duralijew       | Peter Germer                |

#### Styl klasyczny
| Konkurencja |                    |                    |                     |
| ----------- | ------------------ | ------------------ | ------------------- |
| 48 kg       | Gheorghe Berceanu  | Władimir Zubkow    | Bernard Szczepański |
| 52 kg       | Petyr Kirow        | Saburo Sugiyama    | Boško Marinko       |
| 57 kg       | János Varga        | Dave Hazewinkel    | Rustem Kazakow      |
| 62 kg       | Hideo Fujimoto     | Slavko Koletić     | Georgi Myrkow       |
| 68 kg       | Roman Rurua        | Simion Popescu     | Takashi Tanoue      |
| 74 kg       | Wiktor Igumenow    | Werner Schröter    | Petros Galaktopulos |
| 82 kg       | Anatolij Nazarenko | Petyr Krumow       | Milan Nenadić       |
| 90 kg       | Walerij Riezancew  | Czesław Kwieciński | Wenko Cincarow      |
| 100 kg      | Per Svensson       | Ferenc Kiss        | Nikołaj Jakowienko  |
| +100 kg     | Anatolij Roszczin  | József Csatári     | Nicolae Martinescu  |